# Thiembronne
Thiembronne est une commune française située dans le département du Pas-de-Calais en région Hauts-de-France, située à 37 km de Boulogne-sur-Mer.
La commune fait partie de la communauté d'agglomération du Pays de Saint-Omer qui regroupe 53 communes et compte 104 937 habitants en 2021.

## Géographie

### Localisation
Localisée dans le centre du département du Pas-de-Calais, Thiembronne est une commune située, à vol d'oiseau, à 11 km au sud-ouest de la commune de Lumbres et à 20 km au sud-ouest de la commune de Saint-Omer (aire d'attraction et chef-lieu d'arrondissement).
Le territoire de la commune est limitrophe de ceux de neuf communes.
Les communes limitrophes sont Wismes, Renty, Aix-en-Ergny, Campagne-lès-Boulonnais, Fauquembergues, Merck-Saint-Liévin, Rumilly, Saint-Martin-d'Hardinghem et Vaudringhem.

### Géologie et relief
La superficie de la commune est de 22,82 km2 ; son altitude varie de 76  à   201 mètres.

### Hydrographie

#### Réseau hydrographique
La commune est située dans le bassin Artois-Picardie. Elle est drainée par la Source de l'Église, le Bourguet, le Loquin, la Merck-Saint-Liévin et la Thiembronne,,.

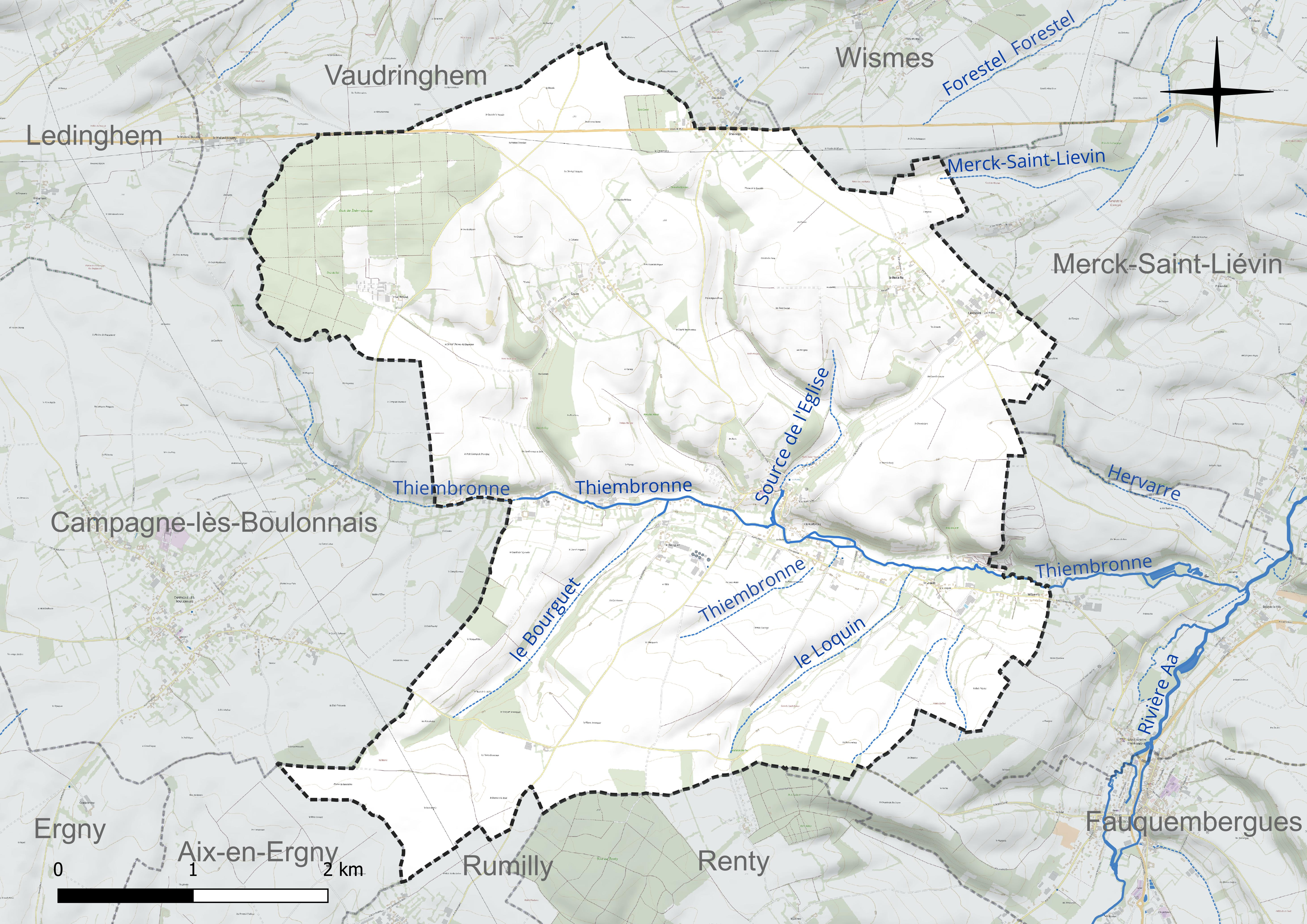
Réseau hydrographique de Thiembronne.

#### Gestion et qualité des eaux
Le territoire communal est couvert par le schéma d'aménagement et de gestion des eaux (SAGE) « Audomarois ». Ce document de planification concerne un territoire de 662 km2 de superficie, délimité par le bassin versant de l'Aa et sa zone d'étalement : le marais audomarois. Le périmètre a été arrêté le 4 février 1994 et le SAGE proprement dit a été approuvé le 31 mars 2005, puis révisé le 15 janvier 2013, puis le 21 novembre 2021. La structure porteuse de l'élaboration et de la mise en œuvre est le syndicat mixte pour l'aménagement et la gestion des eaux de l'Aa (SmageAa).
La qualité des cours d'eau peut être consultée sur un site spécial géré par les agences de l'eau et l'Agence française pour la biodiversité.

### Climat
Pour des articles plus généraux, voir Climat des Hauts-de-France et Climat du Pas-de-Calais.
En 2010, le climat de la commune est de type climat océanique franc, selon une étude du CNRS s'appuyant sur une série de données couvrant la période 1971-2000. En 2020, Météo-France publie une typologie des climats de la France métropolitaine dans laquelle la commune est exposée à un climat océanique et est dans la région climatique Côtes de la Manche orientale, caractérisée par un faible ensoleillement (1 550 h/an) ; forte humidité de l'air (plus de 20 h/jour avec humidité relative > 80 % en hiver), vents forts fréquents.
Pour la période 1971-2000, la température annuelle moyenne est de 10 °C, avec une amplitude thermique annuelle de 13,4 °C. Le cumul annuel moyen de précipitations est de 879 mm, avec 13,3 jours de précipitations en janvier et 8,9 jours en juillet. Pour la période 1991-2020, la température moyenne annuelle observée sur la station météorologique la plus proche, située sur la commune de Nielles-lès-Bléquin à 6 km à vol d'oiseau, est de 10,6 °C et le cumul annuel moyen de précipitations est de 976,9 mm,. Pour l'avenir, les paramètres climatiques de la commune estimés pour 2050 selon différents scénarios d'émission de gaz à effet de serre sont consultables sur un site spécial publié par Météo-France en novembre 2022.

### Paysages
Pour un article plus général, voir Paysage en France.
La commune s'inscrit dans les « paysages des hauts plateaux artésiens » tels qu’ils sont définis dans l’atlas de paysages de la région Nord-Pas-de-Calais, conçu par la direction régionale de l'Environnement, de l'Aménagement et du Logement (DREAL),.
Ces paysages, qui concernent 77 communes du Pas-de-Calais, se situent à l'extrémité ouest des collines de l'Artois qui traversent le Pas-de-Calais d'Arras au Boulonnais. L'altitude de ces paysages dépassent les 180 mètres. Ces dimensions sont modestes, d'une quinzaine de kilomètres du sud-est au nord-ouest et d'une vingtaine de kilomètres dans sa dimension la plus grande.
Ces « paysages des hauts plateaux artésiens », appelés aussi « Haut Artois », se caractérisent par trois ensembles écopaysagers : 
- l'ensemble mésophile ouvert du plateau artésien calcaire ;
- l'ensemble alluvial des fonds de vallée de la Lys et de l'Aa ;
- l'ensemble calcicole des versants calcaires des vallées[17].

Le « Haut Artois » dispose d'une importante densité de corridors biologiques bien interconnectés.
Dans le « Haut Artois », pas de villes, c'est une des rares terres rurales de la région, les communes les plus importantes sont, du nord au sud, Lumbres, Fauquembergues et Fruges. Le « Haut Artois », drainé par l'Aa et la Lys, constitue le sommet de l'anticlinal artésien, paysage ventée, froid et aux précipitations importantes qui en font le château d'eau régional.
Leș cultures représentent environ 60 % des sols, les prairies entre 26 et 27 %, les bois de 5 à 8 % et les villages et bourgs de 5 à 8 %, l'industrie y est peu présente.

### Milieux naturels et biodiversité

#### Zone naturelle d'intérêt écologique, faunistique et floristique
L'inventaire des zones naturelles d'intérêt écologique, faunistique et floristique (ZNIEFF) a pour objectif de réaliser une couverture des zones les plus intéressantes sur le plan écologique, essentiellement dans la perspective d'améliorer la connaissance du patrimoine naturel national et de fournir aux différents décideurs un outil d'aide à la prise en compte de l'environnement dans l'aménagement du territoire.
Le territoire communal comprend une ZNIEFF de type 2 : la haute vallée de l'Aa et ses versants en amont de Remilly-Wirquin. La haute vallée de l'Aa se rattache à l'entité paysagère des hauts plateaux artésiens, elle intègre la source de ce fleuve côtier situé à Bourthes et les premiers kilomètres de ce cours d'eau qui trace un sillon profond dans les collines de l'Artois.

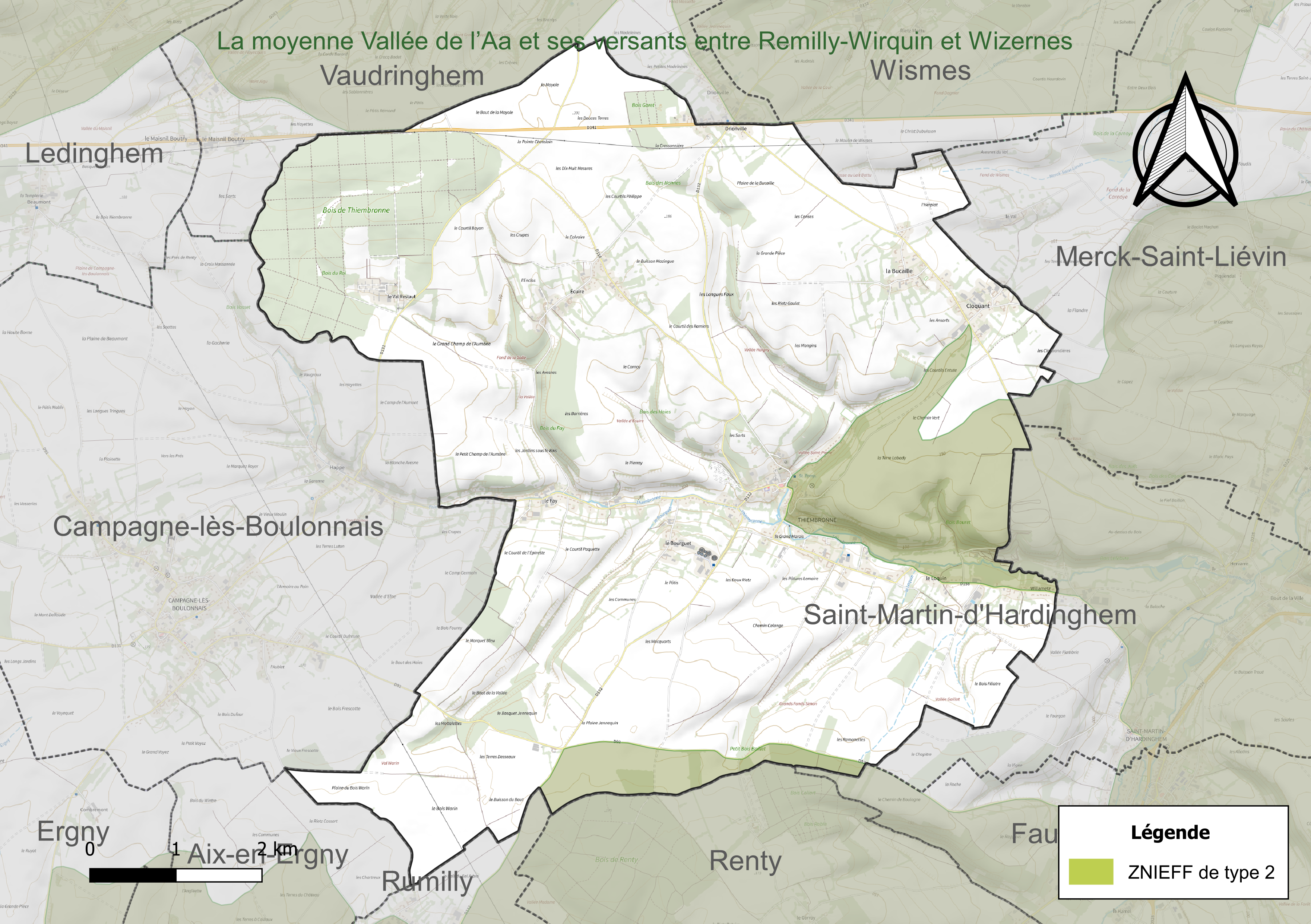
Carte de la ZNIEFF sur la commune.

## Urbanisme

### Typologie
Au 1er janvier 2024, Thiembronne est catégorisée commune rurale à habitat dispersé, selon la nouvelle grille communale de densité à sept niveaux définie par l'Insee en 2022.
Elle est située hors unité urbaine. Par ailleurs la commune fait partie de l'aire d'attraction de Saint-Omer, dont elle est une commune de la couronne,. Cette aire, qui regroupe 79 communes, est catégorisée dans les aires de 50 000 à moins de 200 000 habitants,.

### Occupation des sols
L'occupation des sols de la commune, telle qu'elle ressort de la base de données européenne d'occupation biophysique des sols Corine Land Cover (CLC), est marquée par l'importance des territoires agricoles (89,7 % en 2018), une proportion sensiblement équivalente à celle de 1990 (90,1 %). La répartition détaillée en 2018 est la suivante : 
terres arables (58,5 %), prairies (27,5 %), forêts (7,8 %), zones agricoles hétérogènes (3,7 %), zones urbanisées (2,5 %). L'évolution de l'occupation des sols de la commune et de ses infrastructures peut être observée sur les différentes représentations cartographiques du territoire : la carte de Cassini (XVIIIe siècle), la carte d'état-major (1820-1866) et les cartes ou photos aériennes de l'IGN pour la période actuelle (1950 à aujourd'hui).

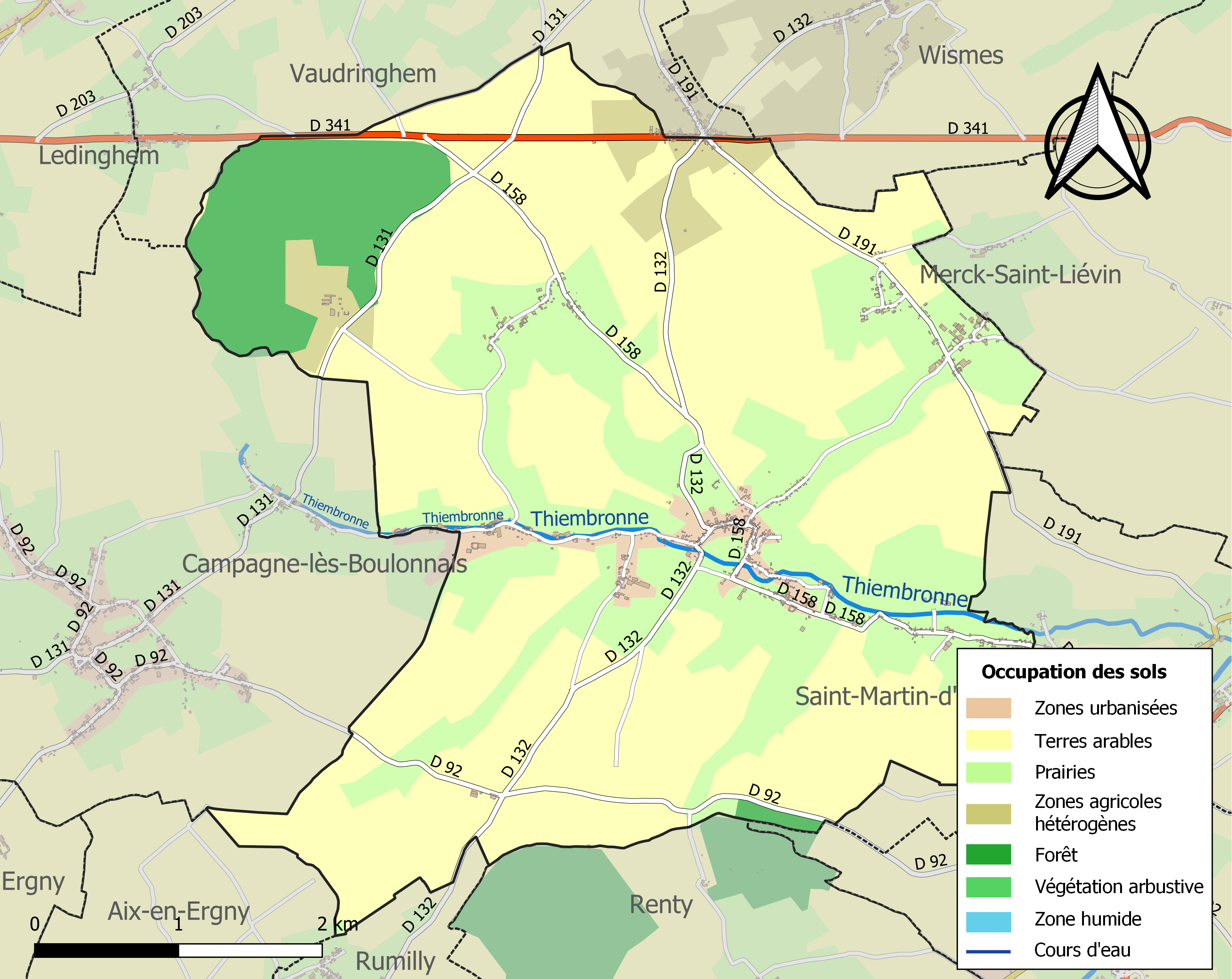
Carte des infrastructures et de l'occupation des sols de la commune en 2018 (CLC).

## Toponymie
Le nom de la localité est attesté sous les formes Tembroina en 1079 ; Tinnebrone vers 1150 ; Tymbronia en 1171 ; Tinbronne en 1175 ; Tinbronna en 1176 ; Tembrone 1177 ; Tinborne en 1178 ; Tymbrone en 1188 ; Tenbrona en 1189 ; Tenbrone en 1192 ; Timbron en 1208 ; Tienberona en 1226 ; Thiembronna, Tienbrona en 1240 ; Tienbrone en 1241 ; Tienberonne en 1261 ; Tyembrone en 1264 ; Tenbronne en 1271 ; Timberonne au XIIIe siècle ; Tiembronne en 1400 ; Thiobronne en 1403 ; Thiebronne en 1407 ; Tienbronne vers 1512 ; Tembronne en 1515 ; Thiembrongne en 1559 ; Thiembrone en 1759 ; Thiembrune vers 1743 ; Thiembronne en 1793 et 1801.
Ernest Nègre avance un toponyme issu du flamand teen, tenen « osier » et bron « source », donnant la « source aux osiers ».
La commune porte le nom de Teenbronne en flamand.

## Histoire
Thiembronne était autrefois l'une des douze baronnies du comté de Boulogne.
Vers 1170-1174, Guy de Thiembronne assiste à Guînes, à la lecture publique des lettres du comte de Guînes Baudouin II de Guînes, énonçant l'accord entre l'abbaye Saint-Médard d'Andres et Guillaume du pays de Bredenarde.
À la fin du XIIe siècle- début du XIIIe siècle, Clerembaut de Thiembronne est seigneur du lieu. Il a pour fils Guillaume de Thiembronne qui épouse Mahaut de Guînes, fille de Baudouin II de Guînes. Le couple reste sans héritiers et le titre de seigneur de Thiembronne va passer au frère de Mahaut Manassès de Guînes.
En mai 1221, Manassès de Guînes, fils cadet de Baudouin II de Guînes, devient seigneur de Thiembronne du fait de son mariage. Manassès et son épouse Aielis donnent une terre à l'abbaye Saint-Médard d'Andres. Aélis était la sœur et héritière de Guillaume de Thiembronne.
En 1230, Guillaume Mauvoisin est seigneur de Cahem, (Cohem?), et vassal d'Aélide, (sans doute la même qu'Aielis, épouse de Manassès de Guînes ci-dessus), dame de Thiembronne.
En 1245, un Adame (Adam?) de Thiembronne fait partie des bénéficiaires désignés par Baudouin III de Guînes dans son testament.

## Politique et administration

### Découpage territorial
La commune se trouve dans l'arrondissement de Saint-Omer du département du Pas-de-Calais.

#### Commune et intercommunalités
La commune est membre de la communauté d'agglomération du Pays de Saint-Omer.

#### Circonscriptions administratives
La commune est rattachée au canton de Fruges.

#### Circonscriptions électorales
Pour l'élection des députés, la commune fait partie de la sixième circonscription du Pas-de-Calais.

### Élections municipales et communautaires

#### Liste des maires
| Période                                  | Période                    | Identité           | Étiquette | Qualité                          |
| ---------------------------------------- | -------------------------- | ------------------ | --------- | -------------------------------- |
| Les données manquantes sont à compléter. |                            |                    |           |                                  |
|                                          | 2000                       | Gérard de Fernehem |           | Mort en fonction                 |
| 2000                                     | mai 2020                   | Sylvie Roland      |           | Réélue pour le mandat 2014-2020, |
| 26 mai 2020                              | En cours (au 7 avril 2022) | Didier Dewamin     |           | Chef d'équipe, contremaître,     |

## Population et société

### Démographie

#### Évolution démographique
L'évolution du nombre d'habitants est connue à travers les recensements de la population effectués dans la commune depuis 1793. Pour les communes de moins de 10 000 habitants, une enquête de recensement portant sur toute la population est réalisée tous les cinq ans, les populations de référence des années intermédiaires étant quant à elles estimées par interpolation ou extrapolation. Pour la commune, le premier recensement exhaustif entrant dans le cadre du nouveau dispositif a été réalisé en 2008.

En 2022, la commune comptait 824 habitants, en évolution de −2,94 % par rapport à 2016 (Pas-de-Calais : −0,72 %, France hors Mayotte : +2,11 %).
| 1793  | 1800 | 1806 | 1821  | 1831 | 1836  | 1841  | 1846  | 1851  |
| ----- | ---- | ---- | ----- | ---- | ----- | ----- | ----- | ----- |
| 1 065 | 864  | 785  | 1 033 | 913  | 1 075 | 1 082 | 1 056 | 1 006 |

| 1856 | 1861  | 1866 | 1872  | 1876  | 1881  | 1886 | 1891 | 1896 |
| ---- | ----- | ---- | ----- | ----- | ----- | ---- | ---- | ---- |
| 950  | 1 012 | 973  | 1 003 | 1 054 | 1 011 | 963  | 969  | 923  |

| 1901 | 1906 | 1911 | 1921 | 1926 | 1931 | 1936 | 1946 | 1954 |
| ---- | ---- | ---- | ---- | ---- | ---- | ---- | ---- | ---- |
| 909  | 846  | 826  | 773  | 761  | 734  | 742  | 730  | 723  |

| 1962 | 1968 | 1975 | 1982 | 1990 | 1999 | 2006 | 2008 | 2013 |
| ---- | ---- | ---- | ---- | ---- | ---- | ---- | ---- | ---- |
| 727  | 694  | 645  | 621  | 597  | 621  | 679  | 695  | 838  |

| 2018 | 2022 | - | - | - | - | - | - | - |
| ---- | ---- | - | - | - | - | - | - | - |
| 819  | 824  | - | - | - | - | - | - | - |

#### Pyramide des âges
En 2018, le taux de personnes d'un âge inférieur à 30 ans s'élève à 38,4 %, soit au-dessus de la moyenne départementale (36,7 %). À l'inverse, le taux de personnes d'âge supérieur à 60 ans est de 21,3 % la même année, alors qu'il est de 24,9 % au niveau départemental.
En 2018, la commune comptait 422 hommes pour 397 femmes, soit un taux de 51,53 % d'hommes, largement supérieur au taux départemental (48,50 %).
Les pyramides des âges de la commune et du département s'établissent comme suit.
| Hommes | Classe d’âge | Femmes |
| ------ | ------------ | ------ |
| 0,5    | 90 ou +      | 1,3    |
| 3,3    | 75-89 ans    | 7,6    |
| 15,2   | 60-74 ans    | 15,1   |
| 19,2   | 45-59 ans    | 17,6   |
| 23,0   | 30-44 ans    | 20,4   |
| 14,7   | 15-29 ans    | 15,6   |
| 24,2   | 0-14 ans     | 22,4   |

| Hommes | Classe d’âge | Femmes |
| ------ | ------------ | ------ |
| 0,5    | 90 ou +      | 1,6    |
| 5,6    | 75-89 ans    | 8,9    |
| 16,7   | 60-74 ans    | 18,1   |
| 20,2   | 45-59 ans    | 19,2   |
| 18,9   | 30-44 ans    | 18,1   |
| 18,2   | 15-29 ans    | 16,2   |
| 19,9   | 0-14 ans     | 17,9   |

## Culture locale et patrimoine

### Lieux et monuments
- L'église Saint-Pierre-ès-Liens.
- Le monument aux morts.
- Chapelle Notre-dame-du-Rosaire.

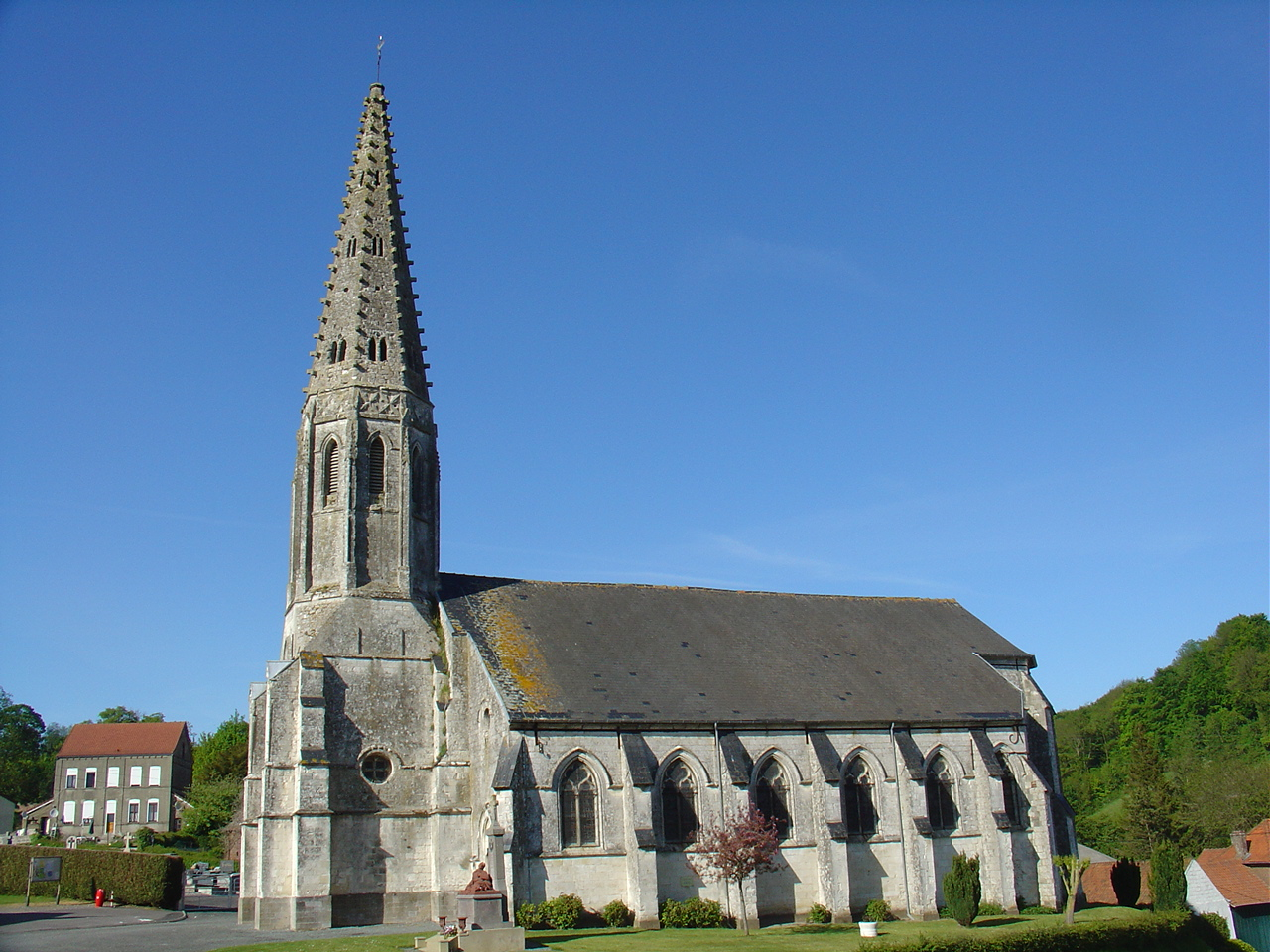
L'église.
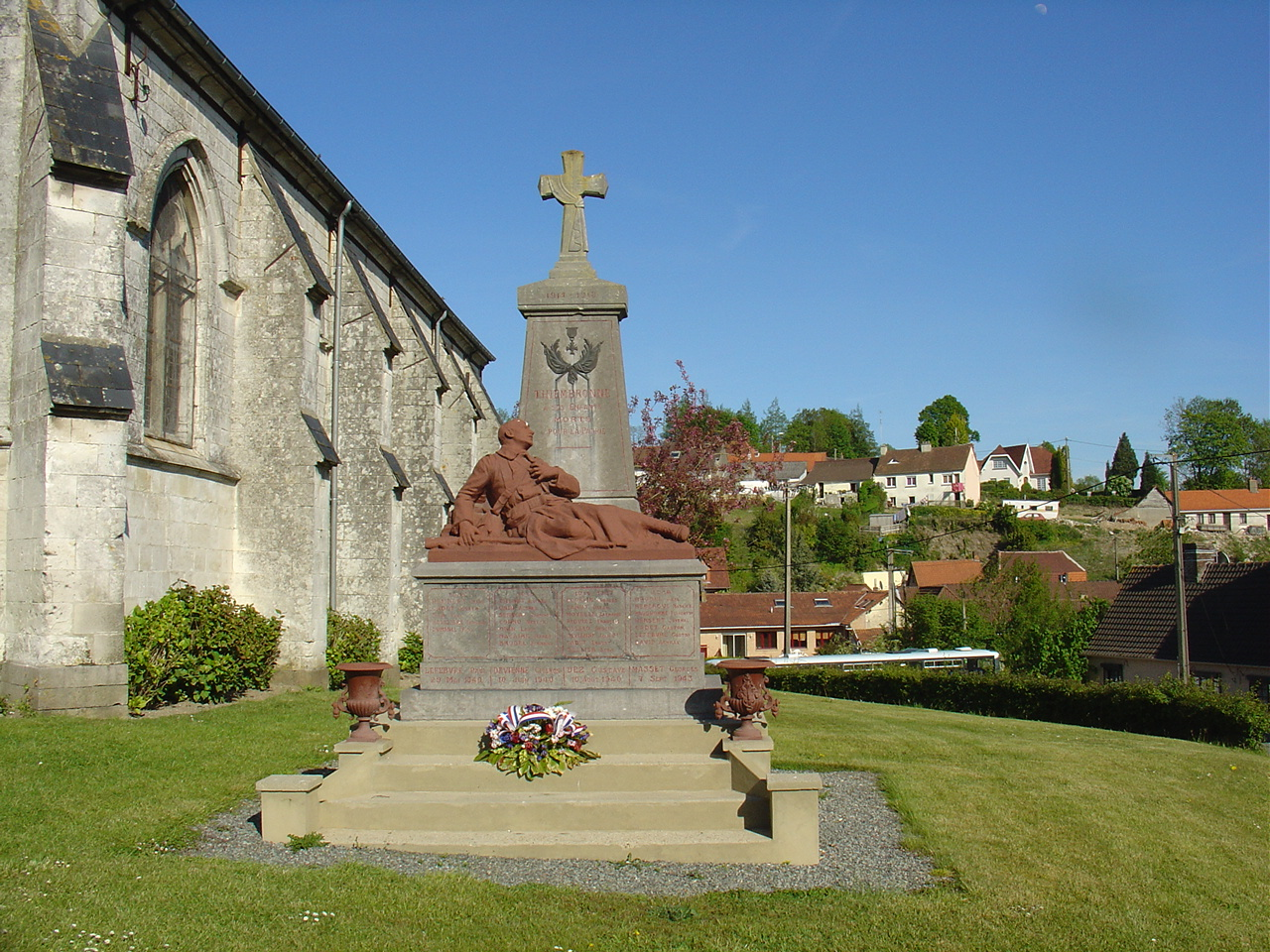
Le monument aux morts.

### Héraldique
| Blason de Thiembronne | Blason  | D'azur à la bande d'or accompagnée de deux fleurs de lys du même. |
| Blason de Thiembronne | Détails | Utilisé depuis une date antérieure à 1990.                        |

## Pour approfondir